# José Luis Basanta
José Luis Basanta Campos, nascido no lugar da Fonsagrada a 5 de maio de 1924, e finado em Pontevedra a 20 de dezembro de 2016 aos 92 anos, foi um químico galego conhecido pelo seu trabalho de investigação sobre as filigranas, ou marcas de água do papel, e pelo seu trabalho sobre a história da relojoaria na Península Ibérica ou o estudo e catalogação dos relógios de sol na Galiza.

## Biografia
Graduou-se pela Universidade de Oviedo em 1946. Trabalha em diversas empresas dedicadas à produção de pasta de papel e cloro.
Entre 1974 e 1978 foi reitor do Colégio Oficial de Químicos da Galiza.
Estudioso da história e da filigrana do papel, foi considerado o maior especialista em papel antigo da Galiza. A sua contribuição ao estudo das marcas d'água como forma de datação de documentação foi muito importante. De 1995 a 2002 dirigiu e coordenou a recolha de marcas de água em papel do arquivo do Museu de Pontevedra.

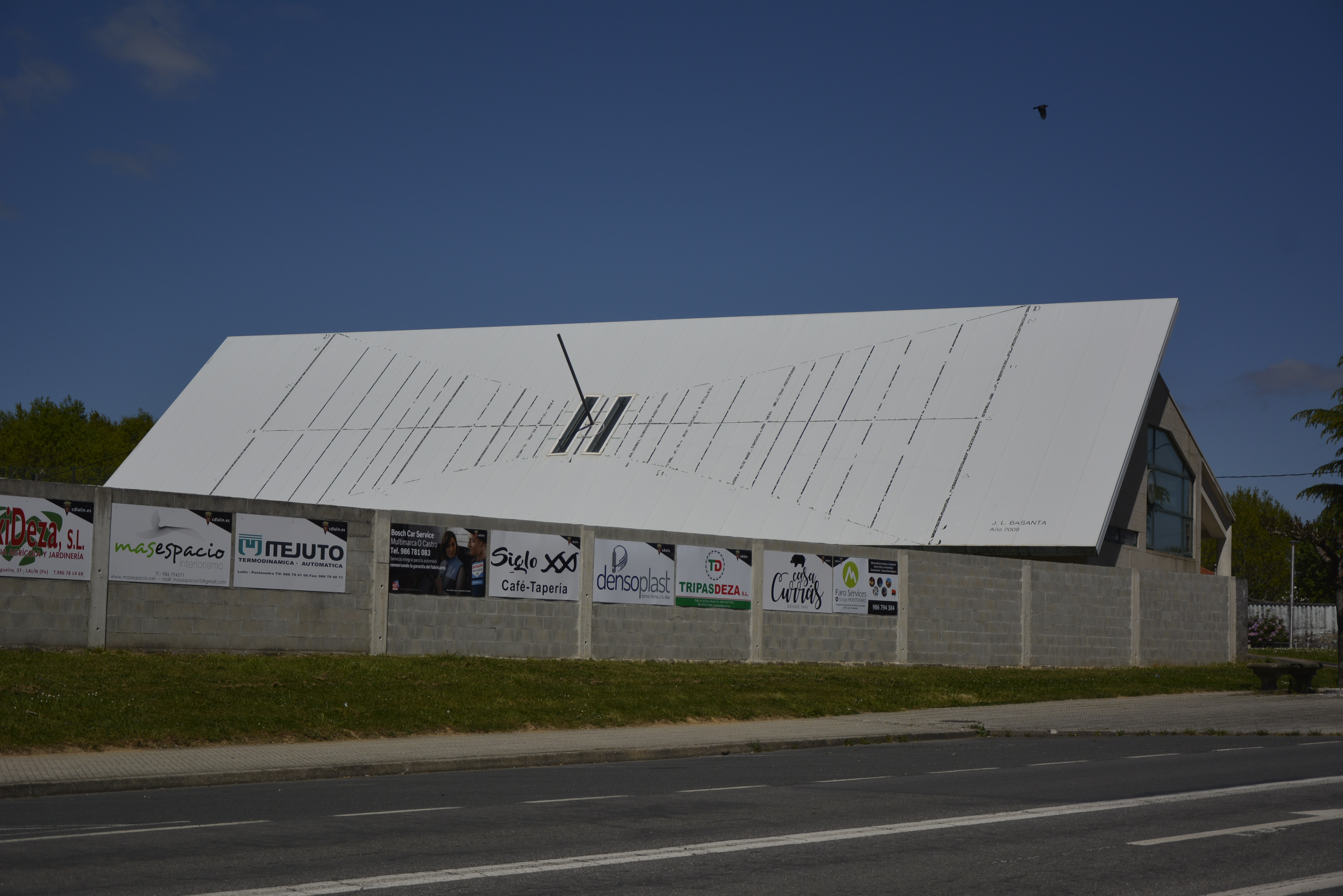
Relógio de sol polar em Lalim, (Espanha).

Foi considerado um pioneiro no estudo e catalogação de relógios de sol, tema inédito tanto na Galiza como no resto de Espanha. A publicação em 1986 do seu livro Relojes de piedra en Galicia despertou um certo interesse e tornou-se uma referência para autores posteriores. Parte do estudo e catalogação dos relógios de sol também foi dedicada ao seu design. A sua obra mais marcante foi realizada entre 2009 e 2010. Juntamente com o arquitecto Enrique Pérez Ardá, instalaram o que era considerado na época o relógio do maior sol polar da Europa. Foi inaugurado em 15 de outubro de 2010. O relógio monumental também foi uma homenagem a Ramón María Aller, o famoso astrónomo local.
Na última fase da sua vida colaborou com Guillermo García de la Riega da Associação Galega Cristóbal Colón, no estudo e análise da documentação utilizada por Celso García de la Riega pela sua teoria sobre a origem galega de Cristóvão Colombo.

## Obra
Escreveu diversos artigos e livros sobre papel e suas marcas d’água, relojoaria e relógios de sol. Esta é uma pequena amostra:
- Basanta Campos, José Luis (1972). Relojeros de España. Diccionario bio-bibliográfico. Pontevedra: Museu de Pontevedra.
- Basanta Campos, José Luis (1975). Bibliografía relojera española 1265-1972. Pontevedra: Caja de Ahorros Provincial. ISBN 84-400-8289-4
- Basanta Campos, José Luis (1986). Relojes de piedra en Galicia (1ª ed.). Corunha: Fundación Pedro Barrié de la Maza. ISBN 84-85728-55-6.
- Basanta Campos, José Luis (1995). Relojeros de España y Portugal. Diccionario bio-bibliográfico. Pontevedra: Museu de Pontevedra. ISBN 84-606-2679-2.
- Basanta Campos, José Luis (1996-2002). Marcas de agua en documentos de los archivos de Galicia hasta 1600 (Tomos I-VIII). Corunha: Fundación Pedro Barrié de la Maza. ISBN 84-87819-94-X.
- Basanta Campos, José Luis (2003). Relojes de piedra en Galicia (2ª ed.). Corunha: Fundación Pedro Barrié de la Maza. ISBN 84-95892-16-2.

## Galardões e reconhecimentos
- Presidente do padroado da Editorial de los Bibliófilos Gallegos.[8]
- 1987 Membro numerário de la Real Academia de Belas-Artes de São Fernando.[9]
- 1988 Colegiado distinguido polo Colégio Oficial de Químicos da Galiza.[10]
- Sócio de honra da Associação de Amigos de los Relojes de Sol.[11]
- 2013 Socio de honra do Liceo Casino.[12]